# Al-Batha
Al-Batha (arab. البطحاء) – miasto w Iraku, w muhafazie Zi Kar. W 2009 roku liczyło 21 075 mieszkańców.